# Together (película de 1971)
Together es una película estadounidense dramática de 1971 dirigida por Sean S. Cunningham, coproducida por y protagonizada por Marilyn Chambers. Fue la primera película en despertar el interés de Wes Craven por entrar a la industria fílmica, obteniendo su primer crédito en este proyecto. Más tarde los dos cineastas se unieron para trabajar en la película de culto The Last House on the Left.

## Reparto
- Marilyn Chambers
- Maureen Cousins
- Jade Hagen
- Kimi Hoelter
- Victor Mohica
- Jan Pieter Welt

## Lanzamiento
Con pocos recursos Cunningham comienza el desarrollo de este proyecto, alquilando su primera oficina y recogiendo donaciones de amigos y familia, que contribuyeron aproximadamente con $1.000 dólares cada uno. Cunningham quiso hacer una nueva y mejor versión de la película “The Art of Marriage” y de esta forma nació “Together”. Posteriormente, Cunningham contrató a Wes Craven, quien tenía grandes deseos de incursionar en el mundo del cine y además necesitaba trabajo y dinero, quien se convertiría en el asistente y mano derecha del director y lograron mejores acuerdos económicos. Había una escena de la película en especial, en la cual la protagonista se encontraba con un hombre negro, muy atractivo, y realizaban juegos con una flor amarilla alrededor del pene del hombre. Esta escena causó gran impacto, tanto que un hombre llamado Hallmark Releasin terminó comprando la película por un valor de $10.000 dólares.
Decidieron poner anuncios de la película en todos los periódicos y el teatro se inundó de gente con ganas de ver el proyecto. La línea para entrar, incluso le daba la vuelta a la cuadra entera, manifestó Cunningham en alguna ocasión. La película recaudó mucho dinero en palabras del director, fue un “negocio fenomenal” y el primer gran “golpe” de Craven y Cunningham trabajando juntos. Este acontecimiento de gran éxito, permitió a estos dos personajes, realizar la grabación de otras películas como,  “The last house on the left”, entre otras.

### En la actualidad
El formato original de la película fue convertido a video digital Full HD, y hoy en día podemos encontrarla en formato de Blu ray y DVD. Estas versiones se encuentran en alta definición, junto con extras, escenas eliminadas en postproducción, comentarios del director, etc.